# Andoni Goikoetxea Olaskoaga
Nezaměňovat s jiným španělským fotbalistou jménem Ion Andoni Goikoetxea.
Andoni Goikoetxea Olaskoaga známý i jako Goiko (* 23. května 1956, Alonsotegi, Španělsko) je bývalý španělský fotbalový obránce a reprezentant baskického původu a současný fotbalový trenér. Byl znám svou tvrdou hrou.

## Klubová kariéra
Většinu své hráčské kariéry strávil v klubu Athletic Bilbao.
V letech 1987–1990 působil v týmu Atlético Madrid.

## Reprezentační kariéra
V A-mužstvu Španělska debutoval 16. 2. 1983 v kvalifikačním utkání v Seville proti Nizozemsku (výhra 1:0). Celkem odehrál v letech 1983–1988 za španělský národní tým 39 zápasů a vsítil 4 góly.
Zúčastnil se Mistrovství Evropy ve fotbale 1984 ve Francii (zisk stříbrných medailí po finálové porážce 0:2 s Francií) a Mistrovství světa 1986 v Mexiku (vyřazení ve čtvrtfinále Belgií).
Také nastoupil ke dvěma zápasům za Baskicko.
Reprezentační zápasy Goika v A-mužstvu španělské reprezentace
| Rok    | Zápasy | Góly |
| ------ | ------ | ---- |
| 1983   | 6      | 0    |
| 1984   | 11     | 2    |
| 1985   | 9      | 0    |
| 1986   | 9      | 2    |
| 1987   | 3      | 0    |
| 1988   | 1      | 0    |
| Celkem | 39     | 4    |

## Trenérská kariéra
Po ukončení hráčsé kariéry se stal Goikoetxea trenérem, vedl řadu španělských klubů, španělské mládežnické reprezentace a od roku 2013 do konce roku 2014 národní tým Rovníkové Guiney.